# Ai Weiwei, cordialment

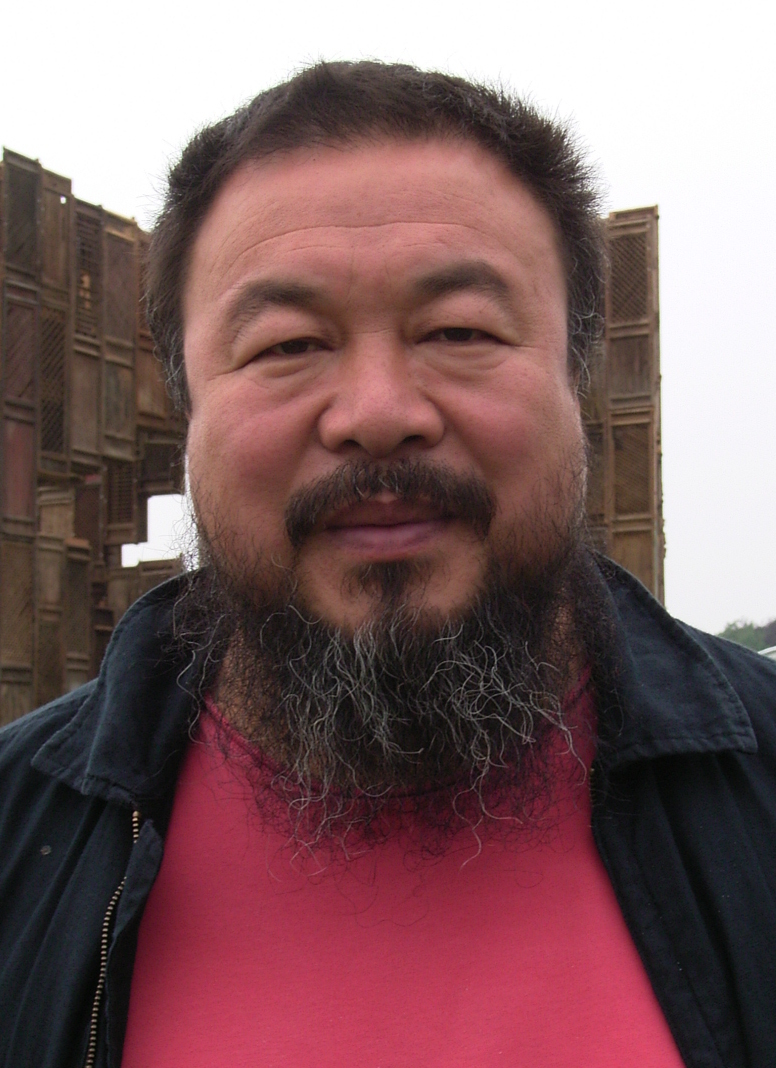
Ai Weiwei.

Ai Weiwei, cordialment (títol original en anglès, Ai Weiwei: Yours Truly) és una pel·lícula documental estatunidenca del 2019 sobre l'artista i activista xinès Ai Weiwei i la seva exposició d'art a Alcatraz, una antiga presó d'una illa prop de San Francisco. S'ha doblat i subtitulat al català pel canal 33.
El documental cobreix la creació de l'exposició @Large:Ai Weiwei on Alcatraz, un projecte del 2014 que es va mostrar a Alcatraz, amb múltiples exposicions, entre les quals Trace, que presentava presos polítics d'arreu del món com a retrats de Lego. En aquest moment, Ai Weiwei encara tenia el seu passaport retingut pel govern xinès, per la qual cosa no va poder viatjar a l'estranger i va haver de crear l'exposició de forma remota. L'exposició va sorgir gràcies al contacte amb la comissària i galerista de San Francisco Cheryl Haines.
La pel·lícula tracta sobre els drets humans. Les entrevistes amb Ai Weiwei i la seva mare demostren l'efecte psicològic de l'exili de la família a la dècada de 1950 a un camp de treball al nord-est de la Xina. L'exposició va tenir dues parts principals. Trace era una habitació amb retrats al terra de 176 persones que havien empresonat per les seves creences, creades en colors vius amb maons de Lego. La segona sala, "Yours Truly", permetia als visitants escriure postals a alguns dels empresonats, que després s'enviaven per correu als presos quan això fos possible. La pel·lícula inclou entrevistes amb Chelsea Manning, una antiga analista d'intel·ligència de l'exèrcit dels Estats Units que va filtrar documents militars i diplomàtics el 2010, originalment condemnada a 35 anys de presó pel govern dels EUA, i John Kiriakou, un antic agent de la CIA dels Estats Units que va revelar l'ús de la tortura per part d'aquesta agència, especialment l'ofegament simulat, i que va ser empresonat pel govern dels EUA entre 2013 i 2015 en el moment de l'exposició.